# Садонский район
Садонский район — упразднённая административно-территориальная единица в составе Северо-Осетинской АО и Северо-Осетинской АССР, существовавшая в 1934—1956 годах. Административный центр неоднократно переносился (сначала он располагался в посёлке при Мизурской обогатительной фабрике, потом в селе Садон, затем в селе Нузал, а позднее — в рабочем посёлке Мизур).

## Население
По данным переписи 1939 года в Садонском районе проживало 15 439 чел., в том числе осетины — 66,8 %, русские — 28,3 %, украинцы — 2,6 %,.

## История
Горно-Алагирский район был образован 1 декабря 1934 года в составе Северо-Осетинской АО (с 1936 — АССР) путём выделения из Алагиро-Ардонского района Закинского, Зарамагского, Мизурского, Нарского, Садонского, Тибского и Унальского сельсоветов. Центром района был назначен посёлок при Мизурской обогатительной фабрике.
11 октября 1938 года Горно-Алагирский район был переименован в Садонский район.
По данным 1940 года район включал 9 сельсоветов (Верхне-Мизурский, Заккиский, Зарамагский, Мизурский, Нарский, Садонский, Тибо-Мамисонский, Унальский и Цейский) и рабочий посёлок Садон.
По данным 1945 года район включал 3 сельсовета (Верхне-Мизурский, Садонский и Унальский) и 2 рабочих посёлка (Мизур и Садон). Позднее статус рабочего посёлка был присвоен селениям Бурон и Верхний Згид.
В 1956 году Садонский район был упразднён, а его территория передана в Алагирский район.